# 2006 v dopravě
Tento článek obsahuje seznam událostí souvisejících s dopravou, které proběhly roku 2006.

## Leden
- 9. ledna

 Dálková autobusová linka soukromého dopravce Student Agency spojila dvě významná česká města – Prahu a Ostravu.
- 28. ledna

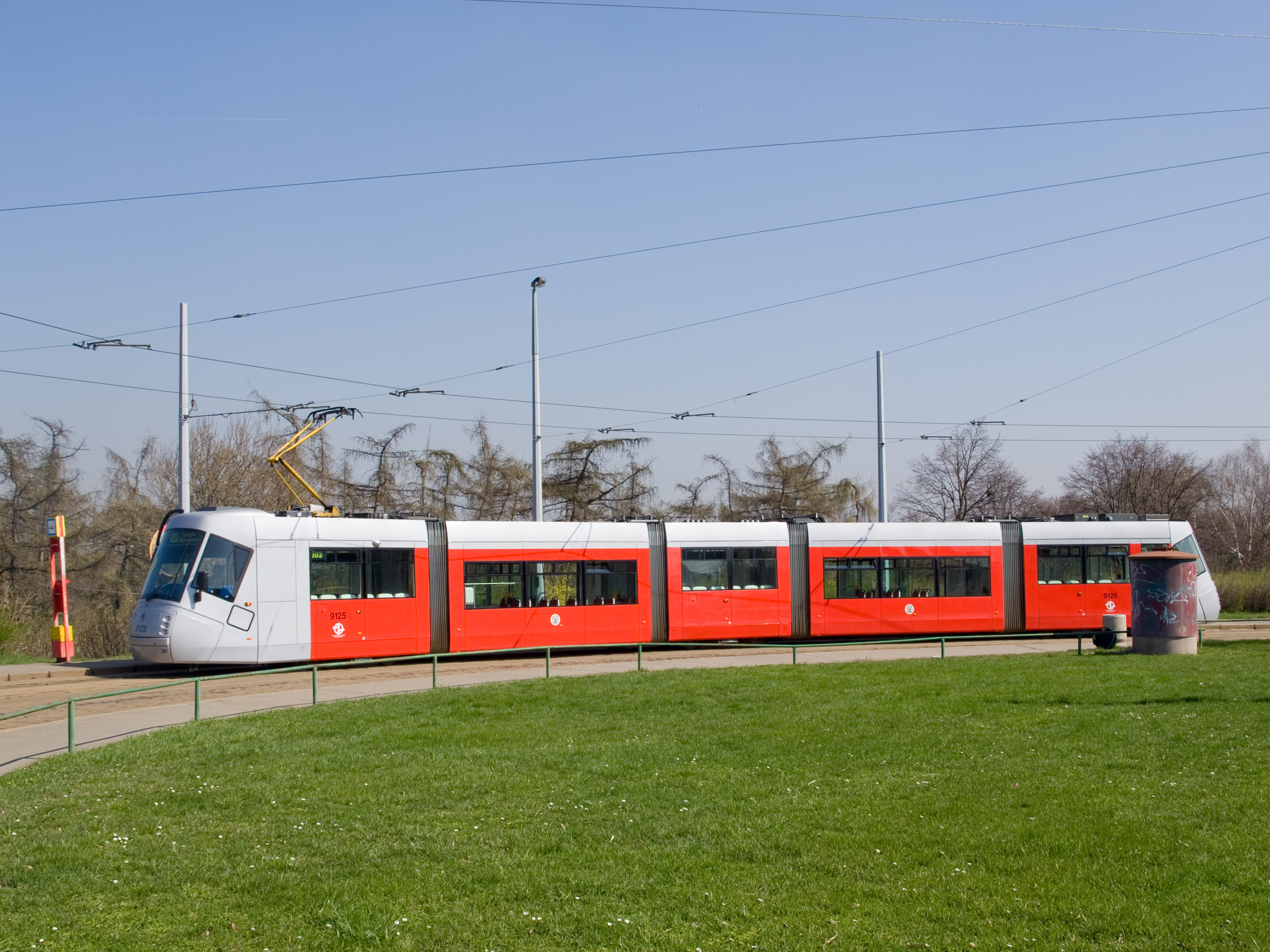
Tramvaj Škoda 14T v Praze

 V Praze byl zahájen zkušební provoz s cestujícími nové tramvaje typu Škoda 14T. Pro zkušební provoz byla vybrána linka č. 3 Lehovec – Levského.

## Únor
- 7. února

 Přestavba železničního uzlu v Bohumíně byla slavnostně ukončena. Stavební práce probíhaly v období od srpna 2003 do listopadu 2005.
- 19. února

 Byla dokončena stavba 540 km dlouhé Transkarakumské železnice, která spojila Ašchabad a Dašoguz.
- 21. února

 Železniční dopravce PCC Rail Szczakowa vypravil svůj první osobní vlak. Jednalo se pouze o reklamní jízdu, kterou firma demonstrovala svůj zájem o provozování osobní železniční dopravy v Polsku.

## Květen
- 10. května

 České dráhy provedly na trati Tanvald – Kořenov adhezní zkoušky motorových vozů řad 814, 843 a 854.
- 16. května

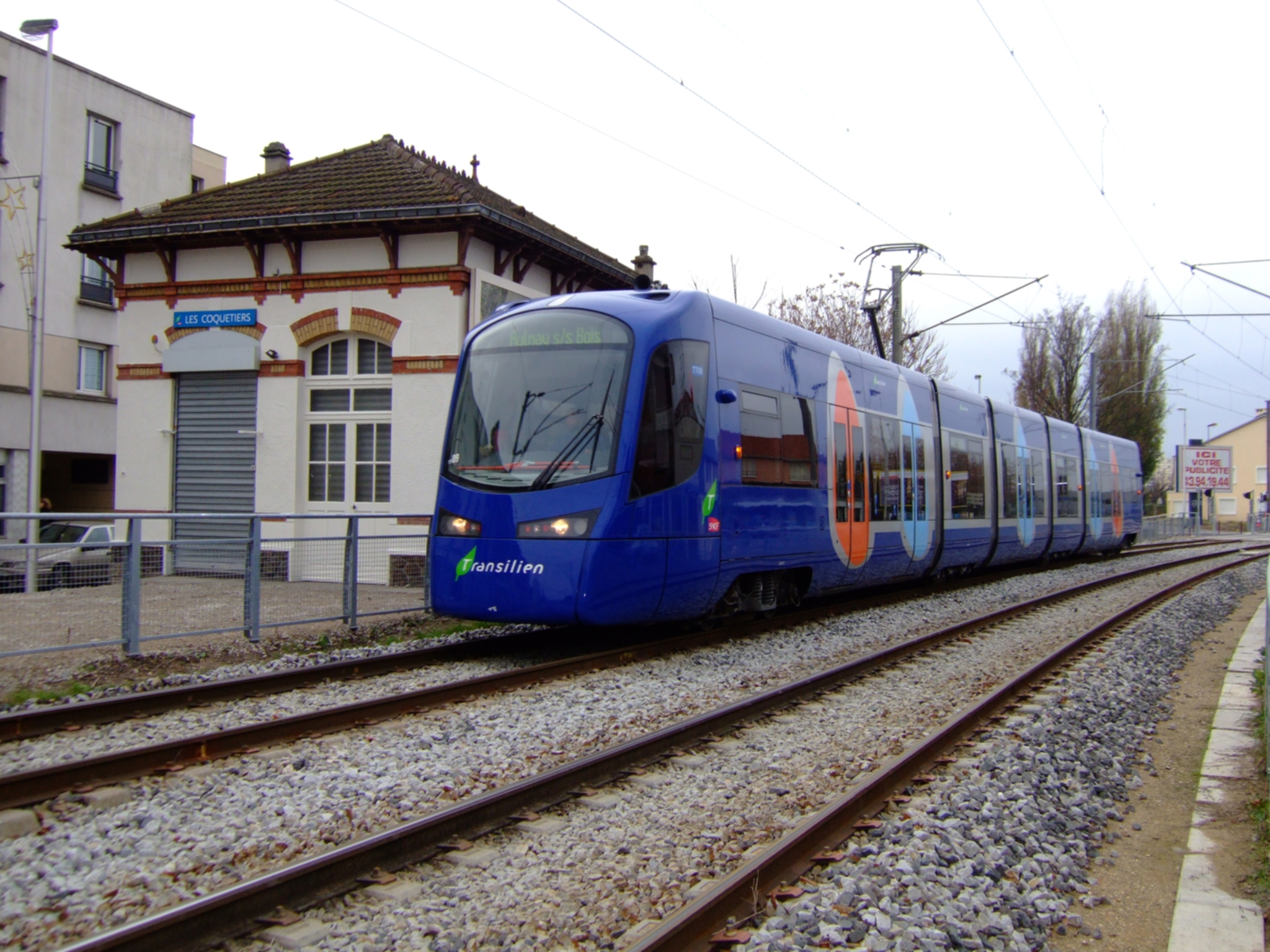
Vlakotramvaj Siemens Avanto

 Na pařížském nádraží Paris Est byl představena vlakotramvaj typu Avanto firmy Siemens. Vozidlo bude nasazeno na novou 8 km dlouhou tramvajovou trať T 4 Boundy – Aulnay sous Bois.
- 16. května

 Francouzský prezident Jacques Chirac slavnostně otevřel novou tramvajovou síť v Mylhúzách.
- 26. května

 Byl zahájen elektrický provoz na 48 km úseku trati 140 z Kadaně do Karlových Varů. Jednalo se o poslední úsek dvoukolejné podkrušnohorské magistrály z Ústí nad Labem do Chebu, který nebyl elektrizován. Stavba zahrnující také rekonstrukci železničního spodku a svršku a vybudování moderního zabezpečovacího zařízení začala v roce 2004.
 V prostoru bývalé myčky vozů v hostivařském depu vznikla nová stanice pražského metra Depo Hostivař.
- 28. května

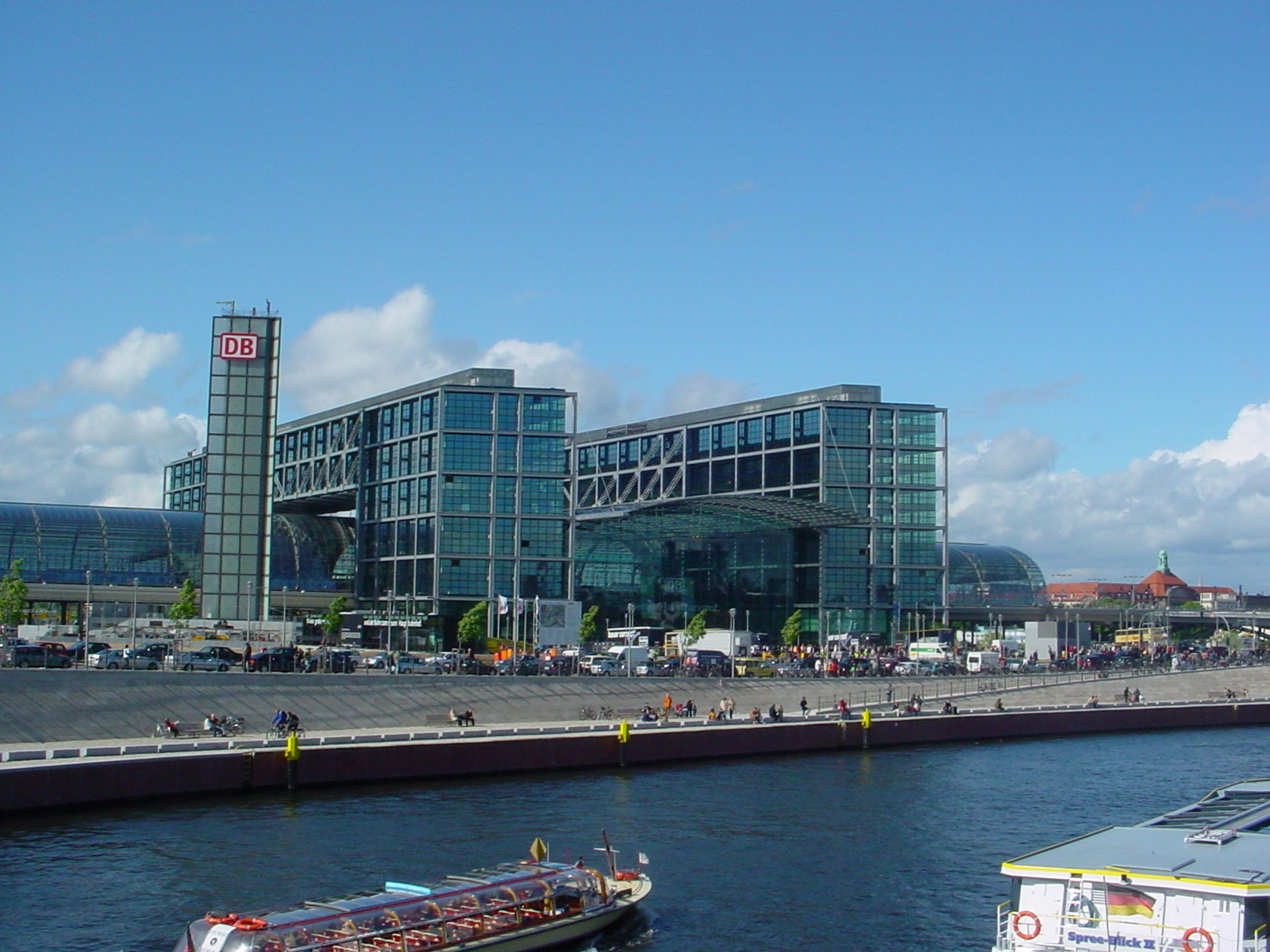
Budova železniční stanice Berlin Hauptbahnhof

 Po deseti letech stavebních prací zastavily první pravidelné vlaky na novém nádraží Berlin Hauptbahnhof.

## Červen
- 1. června

 Na 103 km dlouhé železniční trati 160 z Plzně – Žatce bylo aktivováno dálkově ovládané zabezpečovací zařízení. Z dispečerského pracoviště Blatno u Jesenice je nyní dálkově ovládáno 15 stanic.
 Byla slavnostně otevřena železniční trať Golmud – Lhasa. Trať je dlouhá 960 km a nejvyšší bod se nachází ve výšce 5 072 m n. m.
- 7. června

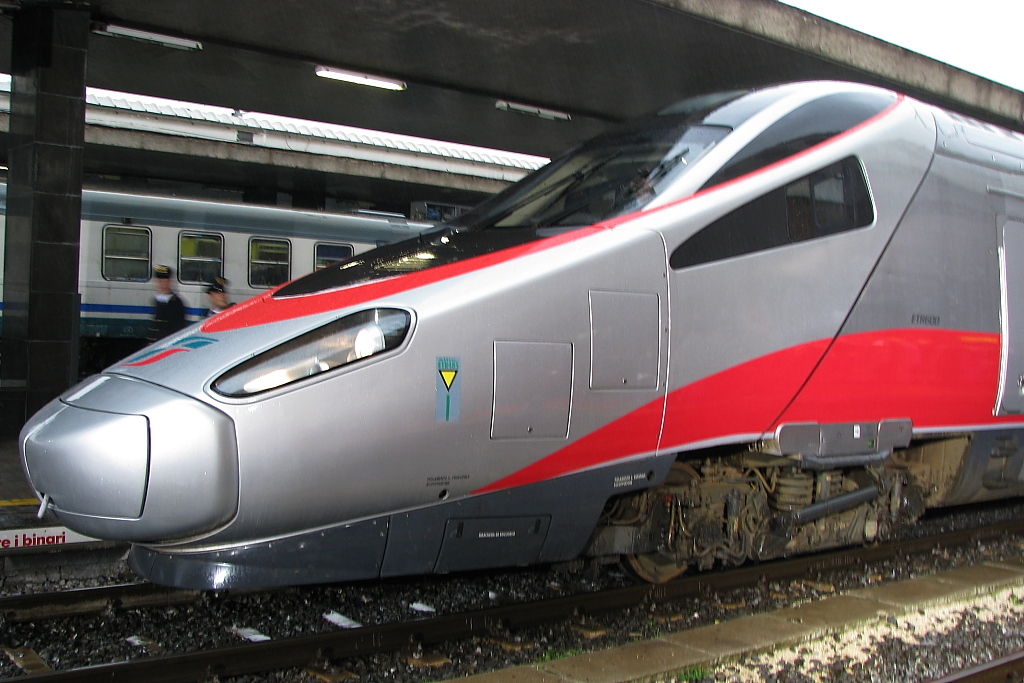
Čelo jednoty ETR 600

  Do Česka dorazil prototyp elektrické jednotky ETR 600 „Pendolino Nuovo“, kterou firma Alstom bude dodávat italskému dopravci Trenitalia. Jednotka se podrobila oživování a typovým zkouškám na zkušebním okruhu u Velimi.
- 8. června

  Do terminálu Lovosice dorazil první vlak „Bohemia Express“ pro přepravu kontejnerů a výměnných nástaveb z terminálu Hamburg-Billwerder. Operátorem těchto vlaků je společnost Bohemiakombi, dopravcem České dráhy a Railion Deutschland.
- 16. června

 Na Tchaj-wanu došlo k otevření dálničního tunelu Süe-šan s délkou 12,491 km. V době otevření se jednalo o pátý nejdelší silniční tunel na světě a nejdelší v Asii.
- 29. června

 Modernizovaná železniční stanice Ostrava-Svinov byla slavnostně otevřena.

## Červenec
- 4. července

 Pavola Prokopoviče na postu ministra dopravy, pošt a komunikací Slovenské republiky nahradil Ľubomír Vážny.
- 11. července

 Byl zahájen železniční provoz po přeložce trati Chałupki – Bohumín. Stavbu přeložky vyvolalo křížení s budovanou dálnicí D1.

## Srpen
- 1. srpna

 Kvůli sporu Dopravního podniku Ústeckého kraje s Ústeckým krajem nevyjelo přes dva tisíce pravidelných autobusových spojů.
- 12. srpna

 Lokomotivka v Novočerkassku dokončila prototyp elektrické lokomotivy 2ES4K.
- 30. srpna

 V Moskvě byla otevřena stanice metra Meždunarodnaja.

## Září
- 1. září

 Byla otevřena nová vysokorychlostní trať Kerava – Lahti (63 km). Nová trať umožňuje konvenčním soupravám jízdu rychlostí až 160 km/h, jednotkám s naklápěcí skříní až 220 km/h.
- 2. září

  Česká zbrojovka Aero Vodochody dnes v Brně uzavřela smlouvu s italskou leteckou společností Alenia Aeronautica, podle níž by pro ni měla od října začít vyrábět část transportního letadla C-27J Spartan.
 Elektrická lokomotiva 1216.050 ÖBB vyrobená společností Siemens vytvořila na trati Ingolstadt – Norimberk nový světový rychlostní rekord elektrické lokomotivy: 357 km/h. Byl tak pokořen rekord 331 km/h lokomotiv CC7107 a BB9004 SNCF z roku 1955.
- 4. září

 Olomouc zařadila do svého tramvajového provozu nové tramvaje typu Trio.
 České dráhy v Královéhradeckém kraji nasadily do pravidelného provozu 2 motorové jednotky Regionova.
 8. ministrem dopravy ČR byl jmenován Aleš Řebíček.
- 6. září

 Jedna ze dvou pražských tramvají typu Škoda 14T havarovala, a to při zkouškách v Ústředních dílnách. Jeden člověk byl zraněn. Spekuluje se o bezpečnosti těchto tramvají.
- 7. září

 Trenčín zařadil do místního autobusového provozu nové autobusy české výroby typu Irisbus Citelis 12M.
- 8. září

 Ředitel Dopravního podniku Ústeckého kraje Pavel Knecht se rozhodl rezignovat na svoji funkci.
- 16. září

 V Praze se uskutečnil v rámci Týdne mobility Den otevřených dveří dopravního podniku. Podobné akce se konaly i v jiných městech (Plzeň, Jablonec nad Nisou). Při této příležitosti byl pražanům předveden modernizovaný tramvajový vůz typu Tatra T3, jehož střední část je nízkopodlažní. Ještě koncem roku 2006 se mají v české metropoli objevit další dva tyto vozy.
- 20. září

 Autobusy Dopravního podniku Ústeckého kraje na protest proti postupu kraje zablokovaly dopravu v krajském městě, když jich desítky kroužily kolem budovy krajského úřadu.
- 20. září

 V Hannoveru získal autobus Mercedes-Benz Citaro (jeho varianta LE Ü) ocenění Autobus roku 2007 (Bus of the Year 2007).
- 25. září

 V Bratislavě byly testovány trolejbusy typu Škoda 24Tr, určené pro prešovský trolejbusový provoz.

## Říjen
- 6. října

 Dokončena byla dálnice D5 a otevřen tunel Valík, první dálniční tunel v Česku.
- 10. října

 Správa železniční dopravní cesty rozhodla o zrušení regionální dráhy z Uhřic u Kyjova do Ždánic.
- 11. října

 Ministr dopravy Aleš Řebíček nařídil zastavit výstavbu mýtných bran, které buduje společnost Kapsch na českých dálnicích jako součást projektu na zavedení elektronického mýta.
- 18. října

 Estonská vláda podepsala s konsorciem Baltic Rail Services (BRS) dohodu o odkupu 66 % akcií BRS v největším estonském nákladním dopravci a provozovateli dráhy Eesti Raudtee (EVR). Na základě této dohody se EVR opět dostaly zcela do státních rukou.
- 26. října

  Firma ALSTOM podepsala smlouvu na dodávku 500 kusů elektrických lokomotiv pro Čínské železnice. Tyto šestinápravové lokomotivy mají dosahovat rychlosti až 120 km/h, mít jmenovitý výkon 9 600 kW a být schopny při maximální rychlosti utáhnout vlak o hmotnosti 8 000 tun.
- 31. října

 V pardubických trolejbusech končí staré cvakací označovače; nahrazují je moderní elektronické strojky, známé například z Prahy. Při této příležitosti byly uspořádány jízdy historických trolejbusů.

## Listopad
- 8. listopadu

 Dopravce BLS AG podepsal smlouvu s firmami Bombardier Transportation a ALSTOM Transport na dodávku 13 kusů elektrických jednotek řady RABe 525. Jednotky mají být dodány v průběhu roku 2008 a budou nasazeny na vlaky Regio-Express na trati Bern – Brig.
- 16. listopadu

  Jednotka řady 680 Českých drah zavítala poprvé do Bratislavy jako předvěst pravidelného provozu těchto jednotek na trase Praha – Bratislava od 10. prosince 2006.
- 22. listopadu

 Francouzské železnice SNCF podepsaly kontrakt s firmou Bombardier na dodávku 172 kusů sedmi- a osmivozových příměstských elektrických jednotek, které mají být dodávány v letech 2009-2015, a opci na 200 dalších kusů.
- 28. listopadu

 Dopravce PCC Rail zahájil pravidelné spojení kontejnerovými vlaky mezi terminály Baltic Container Terminal Gdynia a Euroterminal Sławków.
- 29. listopadu

 Dopravce RAILTRANS s. r. o. oznámil, že odkládá na neurčito zahájení provozu soukromých rychlíků RTexpress, které již jsou uvedeny v jízdním řádu platném od 10. prosince 2006 jako vlaky RTexpress č. IC 1050–IC 1067. Drážní úřad dosud nevydal souhlas k provozu lokomotiv Siemens na českých tratích, o schválení požádal dopravce v dubnu 2006.

## Prosinec
- 1. prosince

 Rada Ústeckého kraje vyhlásila výsledky 13 ze 14 výběrových řízení na zajištění autobusové dopravy v kraji pro následujících osm let. V 10 oblastech uspěly městské dopravní podniky. Dřívější dominantní dopravce, Dopravní podnik Ústeckého kraje a. s., o tři dny dříve výběrové řízení napadl jako zmatečné, nezákonné a diskriminační.
- 2. prosince

 V pravidelném provozu se objevila první brněnská tramvaj VarioLF. Brno se tak stalo třetím městem v Česku (po Ostravě a Olomouci), kde jezdí tento typ tramvaje.
- 4. prosince

 Do provozu byla dána nová výhybna Niekrasów na jednokolejné širokorozchodné trati Linia Hutnicza Szerokotorowa.
- 5. prosince

 V noci z 5. na 6. prosince projel první elektrický vlak na nově elektrizované trati Ostrava-Svinov – Opava východ. Jednalo se o zkušební jízdu provedenou jednotkou 460.008+009. Slavnostní otevření elektrizované trati proběhlo 7. prosince, pravidelný provoz v elektrické trakci byl zahájen 10. prosince.
- 8. prosince

 Vlastník firmy Student Agency Radim Jančura oznámil, že uspěl v soudním sporu se státem a soud mu přiznal od státu náhradu 270 Kč za inscenovanou ze zákona bezplatnou přepravu poslance a senátora dne 21. dubna 2006.
- 10. prosince

  Byl zahájen elektrický provoz v úseku Šatov – Retz, který je elektrizován trakční napájecí soustavou 15 kV, 16,7 Hz.
- 10. prosince

 Po 25 měsících stavebních prací byl zahájen elektrický provoz na železniční trati Zvolen – Banská Bystrica. Tato trať na síti ŽSR je elektrizována soustavou 25 kV 50 Hz AC.
- 30. prosince

 V Indonésii se potopil v noci v bouři trajekt Senopati Nusantara s přibližně osmi sty cestujícími; jen zhruba sedmdesát z nich bylo zachráněno.